# Rodney Strasser
Rodney Strasser (* 30. března 1990, Freetown, Sierra Leone) je fotbalový záložník a reprezentant Sierra Leone. Poslední zápas sehrál v sezoně 2018/19 ve čtvrté lize . Patřil i do vítězné sestavy titulu v sezoně 2010/11 ve slavném klubu AC Milán.

## Přestupy
- z AC Milán do Janov CFC za 2 250 000 Euro
- z Janov CFC do AC Milán za 2 250 000 Euro
- z AC Milán do Janov CFC za 3 500 000 Euro

## Statistiky
| Sezóna  | Klub                    | Liga          | Liga   | Liga | Ligové poháry | Ligové poháry | Ligové poháry | Kontinentální poháry | Kontinentální poháry | Kontinentální poháry | Celkem | Celkem |
| Sezóna  | Klub                    | Soutěž        | Zápasy | Góly | Soutěž        | Zápasy        | Góly          | Soutěž               | Zápasy               | Góly                 | Zápasy | Góly   |
| ------- | ----------------------- | ------------- | ------ | ---- | ------------- | ------------- | ------------- | -------------------- | -------------------- | -------------------- | ------ | ------ |
| 2008/09 | AC Milán                | Serie A       | 1      | 0    | IP            | 0             | 0             | -                    | 0                    | 0                    | 1      | 0      |
| 2009/10 | AC Milán                | Serie A       | 1      | 0    | IP            | 0             | 0             | -                    | 0                    | 0                    | 1      | 0      |
| 2010/11 | AC Milán                | Serie A       | 3      | 1    | IP            | 0             | 0             | LM                   | 2                    | 0                    | 5      | 1      |
| 2011/12 | US Lecce                | Serie A       | 12     | 1    | IP            | 1             | 0             | -                    | 0                    | 0                    | 13     | 1      |
| 2012    | AC Milán                | Serie A       | 1      | 0    | IP            | 0             | 0             | -                    | 0                    | 0                    | 1      | 0      |
| 2012/13 | AC Milán                | Serie A       | 0      | 0    | IP            | 1             | 0             | LM                   | 0                    | 0                    | 1      | 0      |
| 2013    | Parma FC                | Serie A       | 2      | 0    | IP            | 0             | 0             | -                    | 0                    | 0                    | 2      | 0      |
| 2013/14 | Reggina Calcio          | Serie B       | 22     | 0    | IP            | 0             | 0             | -                    | 0                    | 0                    | 22     | 0      |
| 2014/15 | Janov CFC               | Serie A       | 0      | 0    | IP            | 0             | 0             | -                    | 0                    | 0                    | 0      | 0      |
| 2015    | AS Livorno Calcio       | Serie B       | 2      | 0    | IP            | 0             | 0             | -                    | 0                    | 0                    | 2      | 0      |
| 2015/16 | AS Lupa Castelli Romani | Serie C       | 16     | 1    | -             | 0             | 0             | -                    | 0                    | 0                    | 16     | 1      |
| 2016    | NK Záhřeb               | 1 HNL         | 12     | 0    | -             | 0             | 0             | -                    | 0                    | 0                    | 12     | 0      |
| 2016/17 | Gil Vicente FC          | Primeira Liga | 12     | 0    | PP+PLP        | 1+0           | 0             | -                    | 0                    | 0                    | 13     | 0      |
| 2017/18 | Janov CFC               | Serie A       | 0      | 0    | IP            | 0             | 0             | -                    | 0                    | 0                    | 0      | 0      |
| 2018/19 | Villafranca             | Serie D       | 14     | 0    | -             | 0             | 0             | -                    | 0                    | 0                    | 14     | 0      |
| 2020    | Turun Palloseura        | Veikkausliiga | ?      | ?    | -             | 0             | 0             | -                    | 0                    | 0                    | ?      | ?      |
| Celkově | Celkově                 | Celkově       | 98     | 3    | -             | 3             | 0             | -                    | 2                    | 0                    | 103    | 3      |

## Úspěchy

### Klubové
- 1× vítěz italské ligy (2010/11)